# Amtsgericht Sohrau
Das Amtsgericht Sohrau war ein preußisches Amtsgericht mit Sitz in Sohrau.

## Geschichte
Das königlich preußische Amtsgericht Sohrau wurde mit Wirkung zum 1. Oktober 1879 als eines von neun Amtsgerichten im Bezirk des Landgerichtes Ratibor im Bezirk des Oberlandesgerichtes Breslau gebildet. Der Sitz des Gerichtes war Sohrau. Sein Gerichtsbezirk umfasste aus dem Kreis Rybnik den Stadtbezirk Sohrau und die Amtsbezirke Baranowitz, Pallowitz und Rogoisna. Am Gericht bestanden 1880 zwei Richterstellen. Das Amtsgericht war damit ein kleines Amtsgericht im Landgerichtsbezirk. Der Amtsgerichtsbezirk kam aufgrund des Versailler Vertrages 1919 und der Volksabstimmung in Oberschlesien zu Polen. Das Amtsgericht wurde 1922 aufgehoben, an seiner Stelle entstand das polnische Sąd Rejonowy w Żorach. Im Jahre 1939 wurde Polen deutsch besetzt. Im Rahmen der Neuorganisation der Gerichte in Ostdeutschland und im ehemaligen Polen wurden das Amtsgericht Sohrau neu gebildet und erneut dem Landgericht Ratibor zugeordnet. Zum 1. April 1941 wurde der Landgerichtsbezirk Ratibor mit seinen Amtsgerichten dem neugeschaffenen Oberlandesgericht Kattowitz zugeschlagen.
Im Jahre 1945 wurde der Amtsgerichtsbezirk unter polnische Verwaltung gestellt, und die deutschen Einwohner wurden vertrieben. Damit endete auch die Geschichte des Amtsgerichtes Sohrau. Unter polnischer Verwaltung entstand das Sąd Rejonowy w Żorach (1950–1975: Sąd Powiatowy w Żorach).